# Вільяверде-дель-Монте
Вільяверде-дель-Монте (ісп. Villaverde del Monte) — муніципалітет в Іспанії, у складі автономної спільноти Кастилія-і-Леон, у провінції Бургос. Населення — 163 особи (2010).
Муніципалітет розташований на відстані близько 190 км на північ від Мадрида, 23 км на південний захід від Бургоса.
На території муніципалітету розташовані такі населені пункти: (дані про населення за 2010 рік)
- Ревенга: 58 осіб
- Вільяверде-дель-Монте: 105 осіб

## Демографія
Динаміка населення (INE ):